# 生物学
生物学（せいぶつがく、英: biology、羅: biologia）とは、生命現象を研究する、自然科学の一分野である。
広義には医学や農学など応用科学・総合科学も含み、狭義には基礎科学（理学）の部分を指す。一般的には後者の意味で用いられることが多い。
類義語として生命科学や生物科学がある（後述の#「生物学」と「生命科学」参照）。

## 概要
生物学とは、生命現象を研究する分野である。
日本の『生化学辞典』によると、生物学は生物やその存在様式を研究対象としている、となっており、
Aquarena Wetlands Project glossary of termsの定義では、生物学の研究対象には構造・機能・成長・発生・進化・分布・分類を含むとしている。
扱う対象の大きさは、一分子生物学における「細胞内の一分子の挙動」から、生態学における「生物圏レベルの現象」までのレベルにおいても、具体的な生物種の数の多さにおいても、きわめて幅広い。

### 歴史
現代の生物学が成立したのは比較的最近だが、関連し含まれていた科学は古代から存在した。自然哲学はメソポタミア、古代エジプト、古代インド、古代中国で研究されていた。しかし、現在に繋がる生物学や自然研究の萌芽は古代ギリシアに見られる。
一般に、諸研究に先駆しているという意味で、古代ギリシアのアリストテレスをもって生物学史の始めとする。「アリストテレスは実証的観察を創始した」「全時代を通じて最も観察力の鋭い博物学者の一人」などとされ、生物の分類を提示するなどし、後世に至るまで多大なる影響を及ぼしたのである。アリストテレスの動物学上の著作として残っているものとしてはHistoria animalium『動物誌』、De generatione animalium『動物発生論』、De partibus animalium『動物部分論』、De anima『心について』（『霊魂論』とも）がある。『動物誌』では、500を越える種の動物（約120種の魚類や約60種の昆虫を含む）を扱っており、随所で優れた観察眼を発揮している。植物に関する研究も行い著作もあったとされるが、現在では残っていないとされる。アリストテレスの生物に関する研究の中でも動物に関する研究は秀でており、特に動物学の始原とされる。分類、生殖、発生、その他の分野において先駆的な研究を行い、その生命論や発生論は17世紀や18世紀の学者にまで影響を与えた。
ただし、アリストテレスの生物学は、今日の視点から見れば生気論・目的論的であり、その意味では哲学的、思弁的といえる。
古代ギリシアの哲学者たちは有生物と無生物を区別する原理として「プシュケー」という用語を用いて説明していたが、アリストテレスはこのプシュケーを、デュミナス（可能態）において生命を持つ自然的物体の形相（エイドス）と定義し、プシュケーは「生命の本質をなしており、自己目的機能であり起動因だ」と記述した。
中世には、イスラム世界でジャーヒズ（781年-869年）やAbū Ḥanīfa Dīnawarī（828年-896年）らが植物学の著作を残した。
現代生物学は、アントニ・ファン・レーウェンフックが発明した顕微鏡の普及とともに発展した。科学者らによる精子・細菌・滴虫類、そして生命が持つ驚くべき奇妙さと多様性が次々と明らかにされた。ヤン・スワンメルダムの調査は昆虫学に対する関心を新たにし、顕微鏡を用いた解剖や標本用染色の技術を向上させた。
17世紀にロバート・フックが顕微鏡を用いた観察で細胞を発見し、18世紀のカール・フォン・リンネによる生物の分類の発表を経て、チャールズ・ダーウィンの進化論やグレゴール・ヨハン・メンデルのメンデルの法則などが認められるに及び、それまでの博物学の一領域に過ぎなかった生物についての知識が、ひとつの学問分野を成り立たせるに充分にまで蓄積された事で成立した。19世紀前半には、細胞の中心組織が重要な役割を持つという認識が広がった。1838年と1839年、マティアス・ヤーコプ・シュライデンとテオドール・シュワンは、 (1)有機体の基本単位は細胞であり、 (2)個別の細胞がそれぞれ生きて、多くの否定的意見があったが、(3)全ての細胞は分裂によって生じるという考えを促進する役割を果たした。1860年代には、ロベルト・レーマクとルドルフ・ルートヴィヒ・カール・フィルヒョウの仕事によって細胞説として知られる上記3説は多くの支持を受けるようになった。
20世紀になると、生物学的知識は膨大かつ複雑になったため、これらを統一的に理解しようとする試みが重視されるようになった。さらに、生物を高度に組織化された分子の集合体と捉え、環境の中からどのように自己の秩序と維持を満たすかという視点から、分子工学的な理解を強める傾向にある。そのため、従来の記述を主体とした学問から、原理的そして実体論的な学問へと変貌しつつある。1990年には一般的なヒトゲノムを図像化する計画（ヒトゲノム計画）が実行に移され、2003年に完成した。

### 名称
英語の biology はギリシア語の βίος（bios、生命）に接尾辞 -λογία（-logia、〜の学問）である。これは、K.F.ブルダッハ（1800年）、ゴットフリート・ラインホルト・トレフィラヌス（1802年）、ジャン＝バティスト・ラマルク（1802年）らによって、それぞれ独立に用いられはじめ、広まることになった（→#「生物学」と「生命科学」）。

### 特徴

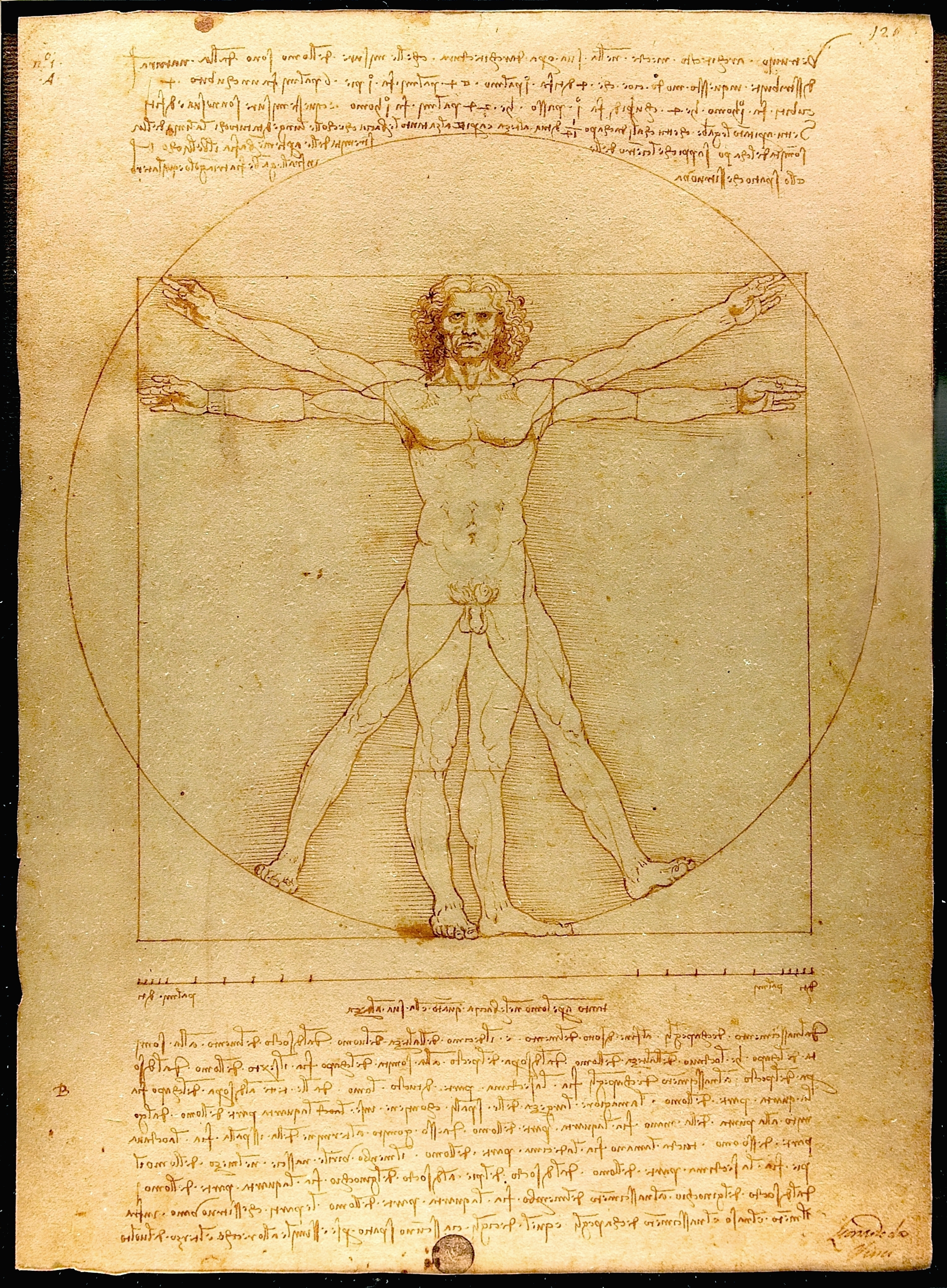
人体:現代の生物学において、ヒトは「万物の長」とはされないが、ヒト研究は重要な位置を占める

現代の生物学者は、基本的に唯物論或いは機械論の立場を取り、生物は有機化合物などの物質から構成された複雑な機械であると見なす。一つ一つの要素を解明していく還元主義が有効である場面は依然存在するが、還元主義だけで複雑な生命現象を理解する試みには限界があることが理解され始めたため、生物を複雑系として扱う考えかたも発展してきている。
生物学では、一般的にヒトを特別な種としては扱わない。しかし、我々自身がヒトであり、その研究は医療や産業などと関連しているため、生物学の中でヒト研究は重要であり関心も高い。生物学研究の成果は医療や農業における基礎を提供し、応用面で人類に大きな利益をもたらしている。生物学に関連する産業はバイオ産業と呼ばれ、IT産業と並び発展性のある大きな市場を形成し、経済的にも重要な位置にあるとされる。生物学の知見や技術は生命の根幹に大きく関わるようになり、倫理的・社会的な影響も注目されている。

## 生物学の研究

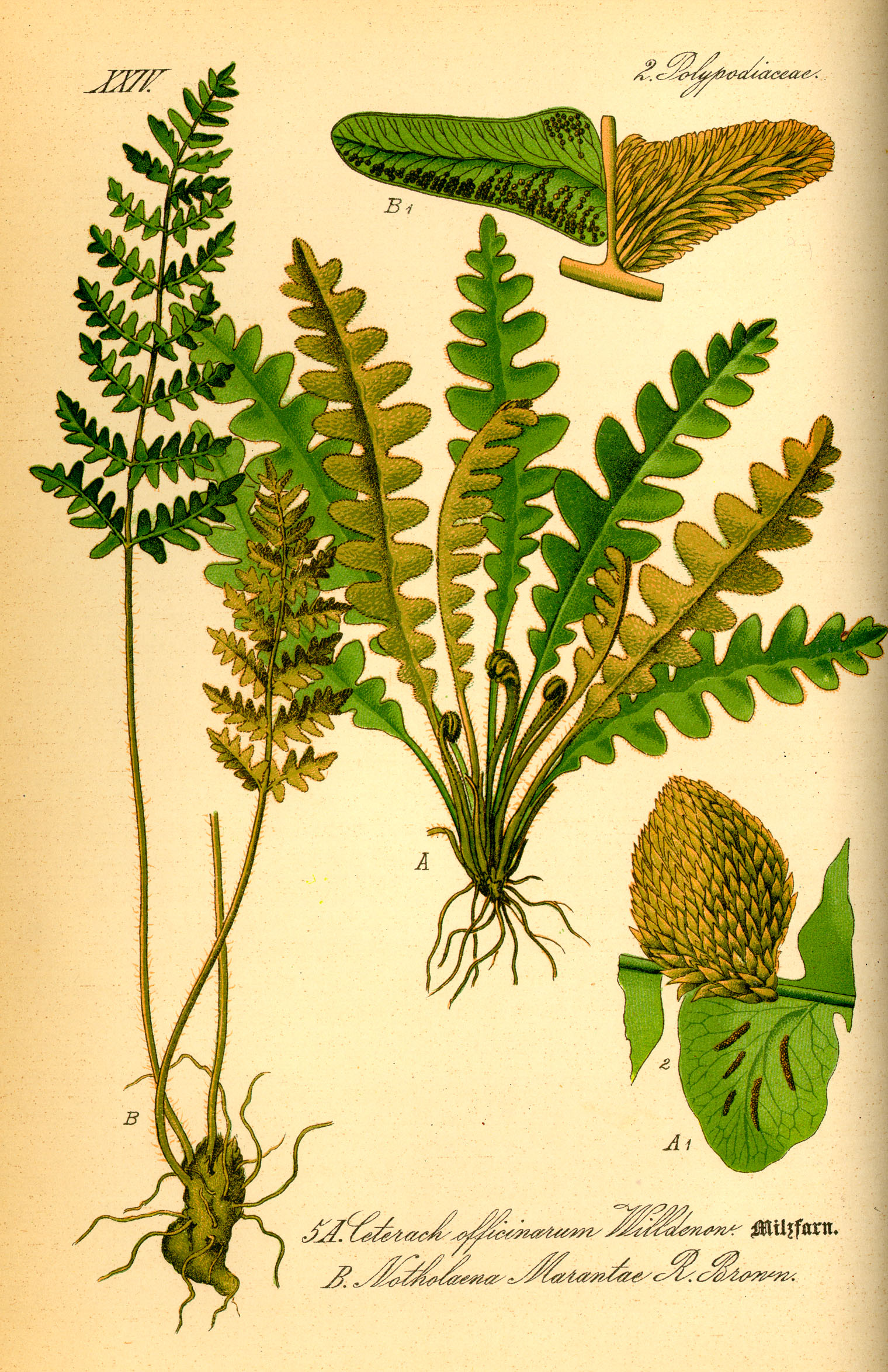
ドイツの植物学者オットー・ヴィルヘルム・トーメによるシダ植物の記載（1885年）

生物学では、他の自然科学分野と同様に、記載・実験・理論といった科学的方法によって研究が行われる（ここでの「理論」は方法論としての理論を指す）。これらは独立したものではなく、それぞれが関連し合って一連の研究を形作る。
記載とは、詳細な観察に基づいて基礎となる事象を明らかにすることであり、研究において最も始めに行われる。生物種を同定するための形態学的観察をはじめとして、実験操作を加えない状態での発生現象や細胞構造の観察、生理条件下での生理活性物質の測定、ひいてはゲノムの解読も記載と言える。
また、個々の事例の記載を基礎とし、それらを比較することからより一般的な知見を得ることは、特に生物学では重視されてきた。これは一つにはその構造や現象が複雑で，研究史の初期において実験系を作りにくかったこと、他方で生物が多様であり、その背後に進化があることからそれを比較によってあぶり出すことに大きな意味があったからである。たとえば比較解剖学や比較発生学はそれぞれの分野の発展の中では大きな意味を持ち、それらは直接に進化論の発展に結びついた。
実験は人為的に操作を加えることにより通常と異なる条件を作り出し、その後の変化を観察・観測することで、生物に備わっている機構を解明しようとする実証主義的な試みである。突然変異の誘発や、遺伝子導入、移植実験などさまざまな手法を使う。現代生物学は実験生物学の性質が強くなっている。実験操作は科学的方法に基づき、対照実験や再現性の確認などにより、実験者の主観が除かれる必要がある。

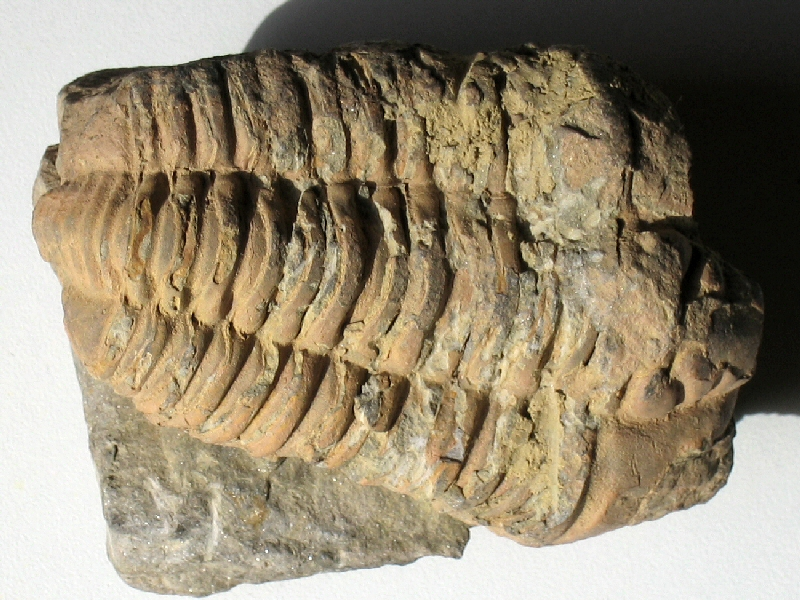
三葉虫の化石: 化石は生物進化を探る手がかりである

一方、進化や生物圏レベルの生態学研究のように実験による証明が困難である場合は、様々な観測データや古生物の化石などを用い、比較や構造化など理論による説明を試みる。またバイオインフォマティクスのように膨大なデータを統合して理解しようとする場合も、理論によるアプローチに重点が置かれる。実験を行う前に仮説を立て結果を予想したり、実験結果を解釈して抽象化や普遍化させて法則や規則性を見いだしたりすることも理論の一部である。このような理論面に重点を置いた分野を理論生物学、数理モデルを用いる分野を数理生物学とよぶ。これらの分野は高度に抽象化するため、対象の生物学的階層には捕われない性質がある。
新たな方法論として、蓄積したデータに基づいてコンピュータ上に仮想システムを構築することで構造を理解したり、そのパラメータを変化させるシミュレーションにより実験の代わりとするシステム生物学も登場している。

### 還元主義と複雑系

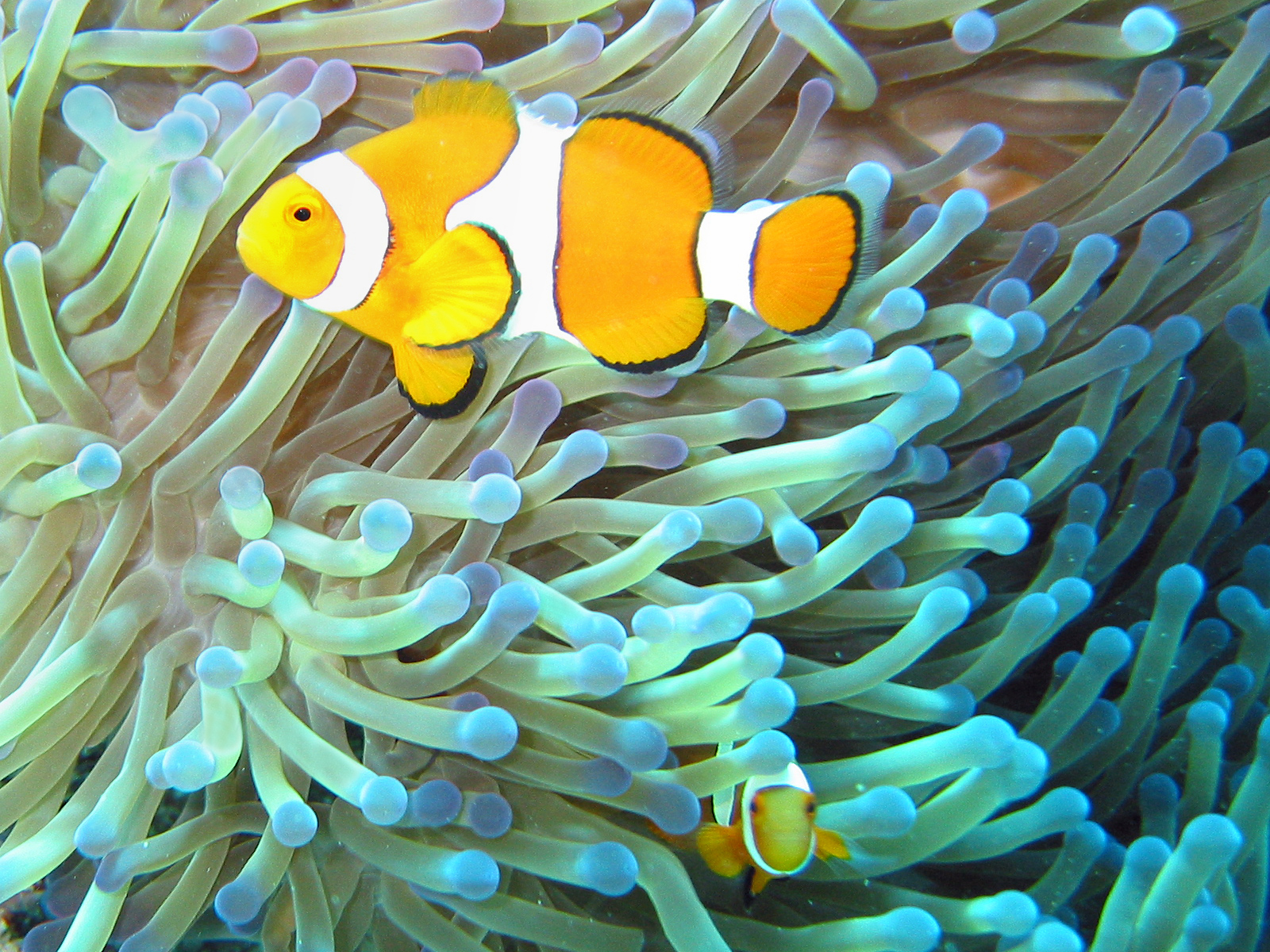
共生関係にあるクマノミとイソギンチャク: 生物と環境が作り出す生態系は複雑である

20世紀半ばの分子生物学の台頭以降、その周辺分野では、一つの遺伝子・タンパク質の機能に注目する還元主義的なアプローチが主体だった。この手法は強力で、さまざまな生命現象を解き明かしてきた。しかし、分子レベルで明らかにしたことを組み合わせるだけでは、脳の活動や行動など複雑な現象は理解しがたく、還元主義のみでは限界があることもわかってきた。このことへの反省もあり、物理学的還元主義への傾倒から抜け出し、21世紀に入ってからは生物を複雑な系としてそのままあつかうオーミクスやシステム生物学等のアプローチも盛んになっている。一方、生物多様性をあつかう伝統的な生物学や生態学では、生物の作りだす系が複雑であることは自明だったため、複雑系のような全体論は目新しいものではない。生物学の両輪である、生物の多様性と普遍性に関する知見は、ゲノム解析によって結びつけられつつある。

### 大きなパラダイムシフト
生物学のパラダイムを大きく変えたものには細胞の発見、進化の提唱、遺伝子の示唆、DNA の構造決定、セントラルドグマの否定、ゲノムプロジェクトの実現などがある。細胞の発見やゲノムプロジェクトは主に技術の進歩によってもたらされ、進化や遺伝子の発見は個人の深い洞察によるところが大きい。

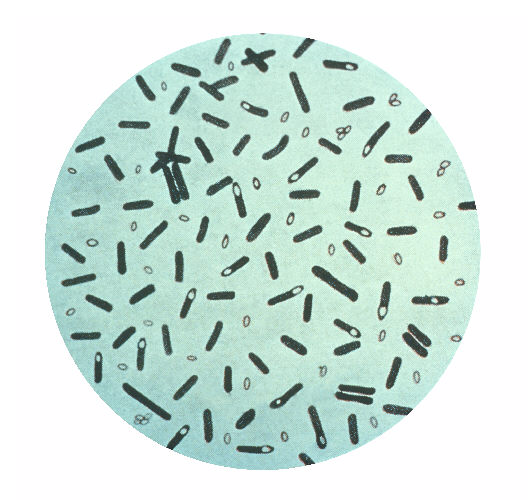
ボツリヌス菌: 顕微鏡は、微生物や細胞を見る「目」となった

17世紀に発明された顕微鏡による細胞の発見は、微生物の発見をはじめとして、動物と植物がいずれも同じ構造単位から成っていることを認識させ、動物学と植物学の上位分野として生物学を誕生させることになった。また自然発生説の否定によって、いかなる細胞も既存の細胞から生じることが示され、生命の起源という現在も未解明の大きな問題の提示につながっている。
進化はチャールズ・ダーウィンをはじめとする数人の博物学者によって19世紀に提唱された概念である。それまでは経験的にも宗教的にも、生物種は固定したものとされていたが、現在では、同じ種の中でも形質に多様性があり、生物の形質は変化するものとされ、種の区別が困難なものもあるという指摘がされている。単純な生物から多様化することで現在のような多様な生物が存在すると考えることが可能になり、生命の起源を研究可能なテーマとすることができるようになった。進化論は社会や思想にも大きな影響を与え、近代で最も大きなパラダイムシフトの1つであった。

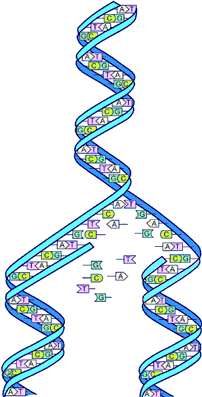
複製されるDNA: 二重らせんがほどけて複製されることは、遺伝の最も根源にある物理的現象である

遺伝自体は古くから経験的に知られていた現象である。しかし、19世紀後半、メンデルは交雑実験から遺伝の法則を発見し、世代を経た後にも分離可能な因子、すなわち遺伝子が存在することを証明した。さらに染色体が発見され、20世紀前半の遺伝学・細胞学による研究から、染色体が遺伝子の担体であることが確証づけられた。この過程において古典的な遺伝学が発展し、その後の分子生物学の誕生にもつながった。
1953年、ジェームズ・ワトソン、フランシス・クリックらが、X線回折の結果から、立体模型を用いた推論により遺伝物質 DNA の二重らせん構造を明らかにした。DNA構造の解明は、分子生物学の構造学派にとって最大の成功である。相補的な2本の分子鎖が逆向きにらせん状構造をとっているというモデルは、染色体分配による遺伝のメカニズムを見事に説明しており、その後の分子生物学を爆発的に発展させた。
DNAからRNAへの転写、RNAからタンパク質への翻訳、遺伝暗号などの解明により、セントラルドグマと呼ばれる「DNA→RNA→タンパク質」といった一方向の情報伝達がまるで教義のように思われた時期もあったが、これを裏切るかのように逆転写酵素やリボザイムといった発見も20世紀後半に相次いだ。
ゲノムという概念は、ある生物種における遺伝情報の総和として提唱された。ゲノム genome という語は遺伝子 gene と、総体を表す接尾語 -ome の合成語である。技術発展によりゲノムプロジェクトが可能になり、ゲノム研究は、生物学における還元論と全体論、普遍性と多様性を結びつける役割をもつようになった。生物種間でのゲノムの比較により普遍性と多様性理解への糸口を与え、還元的な研究に因子の有限性を与えることで、個々の研究を全体論の中で語ることを可能にした。他にも様々な総体に対する研究が始まっている。
Vernon L.が1995年に主張したところによると、（の生物学においては）特に重要な題材は、以下に挙げる5つの原則で、それらは「基本公理とも言える」と言う:。
1. 生命の基本単位は細胞である
2. 新しい種と遺伝的特徴は進化によってもたらされる
3. 遺伝子は形質遺伝の基礎である
4. 生物は体内環境を調整し、一定の状態を安定して維持する
5. 生きている生物はエネルギーを消費し変換する

### 生物学の今後
生物学が自然史学の一部だった時代には、記載生物学が主体だった。現代生物学は、実験が主体になっている。さらに将来は、ゲノムやプロテオーム研究などで蓄積された膨大なデータをコンピュータで処理し、そこから生命の原理に迫る生物情報学が主体になるかもしれない。急激なコンピュータの高速化と並行して、実験や観察技術、新たな分析手法の発見など技術発展も進むだろう。
純粋生物学に残された大きなテーマには生命の起源、ヒトの精神あるいは心理過程、地球外生命体などがある。すでに起きてしまった生命の起源や進化は、実験で再現できない。ただし、生物物理学的・生化学的に生命（細胞）の誕生を再現する試みはある。
心理学はヒトやほかの動物の行動や心理過程を研究しているが、生物学と心理学とは、従来よりおもに神経メカニズムという観点から関係をもってきた。しかし、とくにヒトの高次心理過程は、いまだ現在の生物学の知見を超える部分が大きい。今後、そういった高次心理過程も、心理学における行動・認知レベルの研究に加えて、生物学における分子レベルの、細胞レベルの、皮質のグローバルなレベルでの研究を進めることにより、両分野のあいだで統合的に説明できるようになるかもしれない。

地球以外に生命は存在するかという問題は、まだ生物学のテーマではないと、現在の多くの生物学者は考えている。しかし、火星やその他の惑星、衛星の探索が進み、生命やその痕跡が発見されれば、重要なテーマの一つとなり、現在の生物学に大きな改変が迫られる可能性がある。
また、医学や農学、薬学や化学工学などへの重要性は増し、応用は今後もますます増加していく。
合成生物学では、組織、細胞、遺伝子といった生物の構成要素を部品として新たな生命機能を作り出したり、人工的に新たな生命種を生み出す学問分野である。またその派生として、ゼノバイオロジー（Xenobiology）では、新たな人工塩基を付けたりなどの研究が行われている。

## 生物学の諸分野
生物学の諸分野は、各論・方法論・理論の視点から分類できる。各論は研究対象によって、方法論は手法によって、理論は普遍化された学説によって分野名がつけられる。ただしいずれの分野も、程度の差はあれ3つすべての性質をあわせもっているため、分類は便宜的なものになる。例えば、細胞生物学、微生物学、生物物理学、生化学。

### 各論

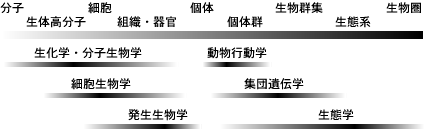
生物学的階層性と分野の範囲: 分野は代表的なものを示した。

生物学を大きくふたつに分ける場合、個体の内部の生命現象を解析する方向（=広義の生理学）と、個体間・種間・個体と環境など関係を個体の外に求めてゆく方向（=広義の生態学）がある。
また、生物学の各論には、生物の系統分類と生物学的階層性という大きな2つの軸があるとされる。前者によって分類する場合、代表的な分野は、動物学、植物学、微生物学の3つである。それぞれは系統分類にしたがってさらに細分化できる。動物学の下位には原生動物学、昆虫学や魚類学、脊椎動物学などがある。同様に、植物学の下には顕花植物学や樹木学など、微生物学の下にはウイルス学や細菌学などがある。これらの分野では、生物の特異性・多様性を重視する流れがある。
一方、対象の大きさ、つまり生物学的階層性（すなわち現象）を軸にすると、代表的な分野は、分子生物学・生化学、細胞生物学、発生生物学、動物行動学、生態学などがある（図）。生態学は生物群の大きさによって個体群生態学、群集生態学などに分けられる他、対象とする場所を重視する場合は森林生態学や海洋生態学、極地生態学などの名称も用いられる。生物学的階層性は生物の分類に対して横断的であり、生物の普遍性が注目される。この軸では個体レベルを境として大きく2つに分けることができる。この視点から諸分野を見ると、個体レベル以下を扱う分野は分子生物学の影響が強く還元主義的な傾向があり、個体レベル以上を扱う分野は全体論的な傾向がある。動物発生学や植物細胞学などの分野は、この2つの軸を考えるとその領域が把握しやすい。

### 方法論と理論
方法論は各論分野に必要に応じて導入され、実際の研究を発展させるために必須なものである。理論は抽象化により総合的・普遍的な視点を各論に提供する。
最も古くからある方法論の一つは、生物の分類を扱う分類学である。分類は生物学の基礎であり、進化研究の手がかりにもなる。伝統的には形態に注目して分類されていたが、近年では分子生物学の手法を取り入れた分子系統分類がさかんである。生化学は化学的手法、分子生物学は DNA 操作を使う方法論でもある。分子遺伝学や逆遺伝学から発展したゲノムプロジェクトやバイオインフォマティクスは、新たな方法論として脚光を浴びている。
生物学の理論としては、遺伝学や進化学が代表的である。遺伝学は、遺伝子の機能を間接的に観察するという方法論でもある。遺伝や進化の理論は、具体的なレベルでは未だ議論があるが、総論としては生物学に必要不可欠な基盤となっている。

### 歴史展開による分類
生物学の分類として、記載生物学・比較生物学・実験生物学といった類型化もある。記載・比較・実験は上記のように生物学の基本的な手法なので、このような区分は成立しないことが多いが、むしろ歴史的な展開の中での各部分に対してこの名が使われることがある。それも個々の分野名にこの名を被せる例が多い。
記載生物学は、生物の形や構造を把握し、図や文で記載することを行うのを主目的とする。比較生物学はそれによって知られるようになったものを他の生物のそれと比較することから何かをえようとする。実験生物学は記載や比較では得られない知識を、生物を操作することで得ようとする。従って、生物学はこの順番で発展する。ただし記載はあまりにも最低限基本的な操作なので、これを冠する例はない。記載をしなければそれは科学以前である。
たとえば近世から近代の生物学発展の初期、比較解剖学は極めて重要な分野として独立していた。これは発生学に結びついて比較発生学の流れをつくり、両者融合して比較形態学と呼ばれた。しかしこの分野は内部造反的に実験的手法に頼る実験発生学を生み出す。

### あいまいになる諸分野の境界
20世紀に入るまで、各分野はそれぞれ独自の手法や観点で異なる対象を研究し、内容の重複はわずかだった。しかし、20世紀後半の分子生物学の爆発的な発展や顕微鏡などの技術発展により、研究分野はさらに細分化されつつも、それらの境界はあいまいになり、分野の名称は便宜的・主観的なものになってきている。例えば、イモリの足の再生を研究し「再生生物学」という名称を使ったとしても、再生にかかわる遺伝子は遺伝学や分子生物学、その遺伝子が作る化学物質の性質は生化学、再生する細胞の挙動は細胞生物学、組織が正確に再生する仕組みは発生生物学、などさまざまな分野が関連する。このような経緯から、「〜学」という古典的な名称を、「〜生物学」や「〜科学」に変えることも多い。

## 生物学と関連する分野
生物学は、さまざまな形で他の学問分野と関係している。概念、理論、研究手法などの面で生物学に影響を与えた自然科学の分野としては、先に発展していた物理学と化学が挙げられる。特に分子生物学以降は物理学の影響が強い。生化学や生物物理学などはこれらの境界領域の分野と言える。応用科学では医学における生化学や生理学、解剖学は、動物学や発生学と関連し、農学における育種学は遺伝学の誕生に寄与し、その過程で近代的な推測統計学を醸成した。また、数学は自然科学の基礎として生物学に影響を与えているほか、特に数理生物学や集団遺伝学などでは高度に数学的な概念、分析手法が用いられる。
近年では、ゲノムやプロテオームの解析から得られる膨大なデータを処理する必要があるため、バイオインフォマティクス（生物情報学）と呼ばれる分野では情報学の方法論が取り入れられ、ゲノミクスやプロテオミクスで用いられている。また、生命現象をシステムとして理解することを目的とするシステム生物学が発展しつつある。
生物学と相互に影響しあっている分野も数多い。生態学は理論面で経済学と強い関連があり、地球科学と観測技術を共有している。これらの影響は、一方通行ではなく相互的である。
人文科学系の分野の中では、自然哲学の一分野である生物哲学、方法論としては科学哲学、倫理面を研究する生命倫理学などが生物学と対象を共有している。科学史の一分野である生物学史は、生物学の歴史が研究対象である。
生物学から多くの影響を受けた分野に、理論社会学や社会思想がある。ダーウィンと同時代に生き、適者生存などの語の発案者でもあるハーバート・スペンサーや、エミール・デュルケームは、社会の変化、特に分業の発達と構成要素の多様化を生物進化になぞらえて考察する理論を打ちたてた。彼らの学問は社会学の中でも多く知られているが、スペンサーを除けば、生物学から影響を受ける量が多く、生物学への影響は限られている。また、生物をメタファーとして社会を説明する理論にはほかに、マーシャル・マクルーハンによるメディア論や梅棹忠夫による情報産業論など、広く知られたものが多くある。
システム理論やサイバネティックスは、生物学による生命体の理解を手がかりに、秩序や変化についての一般理論を構築している。これは社会学にも社会システム論として影響を与えている。

## 生物学の応用と社会的責任
生物学の知見と技術を応用に用いる分野は、バイオテクノロジーまたは生物工学と呼ばれる。遺伝子操作に重点が置かれる場合は遺伝子工学、発生過程に重点が置かれる場合は発生工学ともいう。生物学の成果を実業に活用する産業はバイオ産業と呼ばれ、ITとならんで勢いのある市場であり、ベンチャー企業が次々と誕生している。アメリカでは大学の研究者が起業することも多い。遺伝子治療、幹細胞を用いた再生医学、一塩基多型 （SNPs） を用いたオーダメイド医療やゲノム創薬などが注目されている。農業や畜産関連でもバイオテクノロジーが生かされており、これらを支える基礎研究は重要である。政府や企業は多大な資金を提供し、その発展を促している。
応用分野に輝かしい貢献をすると同時に、現代生物学はさまざまな倫理的問題を抱えている。それらはゲノム情報、遺伝子操作、クローン技術など、生命の根幹に関わる技術や情報によりもたらされた。これらは、臨床医療においては恩恵をもたらす一方で、差別や生命の軽視など深刻な社会問題を引き起こしつつある。このような課題は生命倫理学によって扱われる。また、遺伝子操作によって作られた遺伝子組み換え作物（GM作物）の環境への影響（遺伝子汚染）という問題提起がなされており、議論が行われている。近代から現代にかけて、人間の活動によって環境破壊が起こり、生物多様性が急速に失われている。生物学は観測を行い、科学的裏付けのあるデータに基づいた提唱をしたり、生態系や生物多様性について正しい情報を発信するなどの取り組みも必要である。
現代生物学およびそれに携わる人々は、純粋な科学的研究成果のみならず、このような倫理的側面に対しても熟考し議論を深め、社会的責任を果たすことが求められている。

## 「生物学」と「生命科学」
Biology という語は、「生命」を意味するギリシャ語の βίος (bios) と「言葉・論」を意味する λόγος (logos) から造られた。K. F. ブルダッハ（1800年）、G. R. トレヴィラヌス（1802年）、ジャン＝バティスト・ラマルク（1802年）らによって独立に用いられた。生物学が様々な生物を分類記載する博物学から発展したことからもわかるように、生物学には生物の多様性を理解しようとする伝統がある。
一方、生命科学 (Life science) や生物科学 (Bioscience, Biological science) という語は、分子生物学が誕生してから新しく作られたものである。全ての生物に共通する「言葉」であるDNAを分子生物学が提供したことで、分野ごとに断片化していた生物学が統合されつつある。そこで新たに生命科学という言葉が用いられるようになった。 ただし、生物学も生命科学も広義に解釈すると範囲は広く重なり、実際の生物研究をどちらかにわけることは難しいことがある。また「生物学」の意味も時代とともに変化しており、しばしば「生物科学」や「生命科学」と同じ意味に使われる。